# 同軸武器

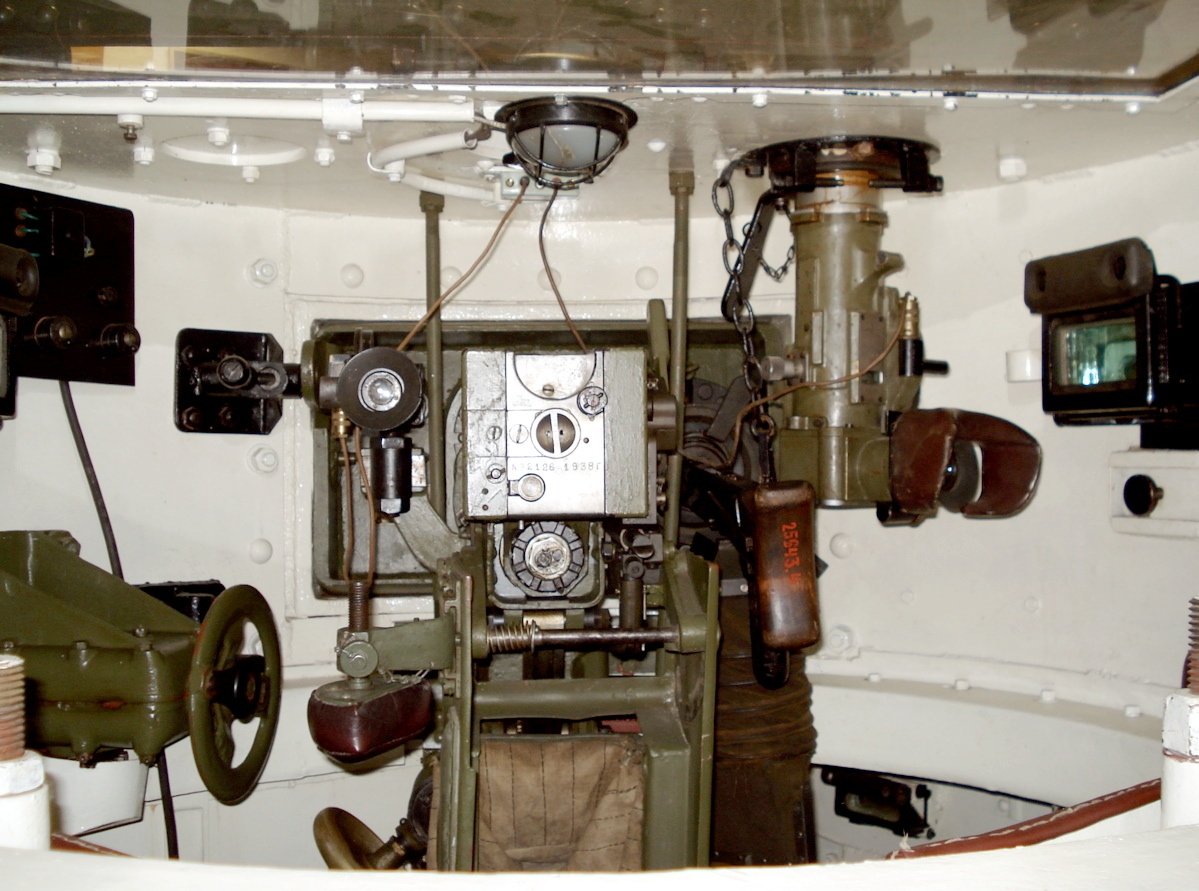
圖為蘇聯T-26輕型坦克的炮塔，45毫米主炮位於正中央，DPM同軸機槍則置於右方。

同軸武器（又名並列武器）是指與主武器相同指向的副武器，常見於坦克及步兵戰車上。同軸武器並非真正與主武器同軸，以近軸來稱呼更準確。
絕大部分主戰坦克的主炮旁都配備了同軸機槍，且共用相同的瞄準具，當面對如步兵等的軟目標時，使用同軸機槍就能節省主炮彈藥，或者彌補主砲裝填時的火力空檔。有部份早期坦克甚至以同軸機槍配曳光彈進行目標測距。以美國的M1艾布蘭和M2布雷德利為例，兩者皆配備M240同軸機槍，砲手可根據不同的目標來切換武器，蘇聯的BMP-3則把同軸武器的概念發揚光大，100毫米主炮配30毫米同軸機炮再加7.62毫米PKT同軸機槍。而德国的“鼠”式超重型坦克更是将同轴武器发展到了巅峰，装备了一门128毫米L55主炮和一门75毫米L44.5副炮。
部分無後座力砲及反坦克火箭筒亦配有測距用的同軸步槍，如英國LAW 80及美國的SMAW的炮管下就配有預裝曳光彈的同軸步槍。